# Драсов (Брно-околина)
Драсов (чеш. Drásov) је насељено мјесто са административним статусом варошице (чеш. městys) у округу Брно-околина, у Јужноморавском крају, Чешка Република.

## Становништво
Према подацима о броју становника из 2014. године насеље је имало 1.561 становника.